# Sous-unité ribosomique 60S
La sous-unité ribosomique 60S est la plus grande des deux sous-unités constituant les ribosomes des eucaryotes. Il s'agit d'un complexe ribonucléoprotéique constitué de trois ARN ribosomiques — l'ARNr 28S, l'ARNr 5,8S et l'ARNr 5S — ainsi que de protéines ribosomiques. Elle est structurellement et fonctionnellement apparentée à la grande sous-unité ribosomique 50S des ribosomes de procaryotes,,,,, mais est sensiblement plus grande qu'elle et contient de nombreux segments protéiques supplémentaires ainsi que des séquences d'ARN additionnelles.
| - Surface orientée vers la petite sous-unité ribosomique 40S. - Surface orientée vers l'extérieur du ribosome. |